# Powódź w Gdańsku (1829)

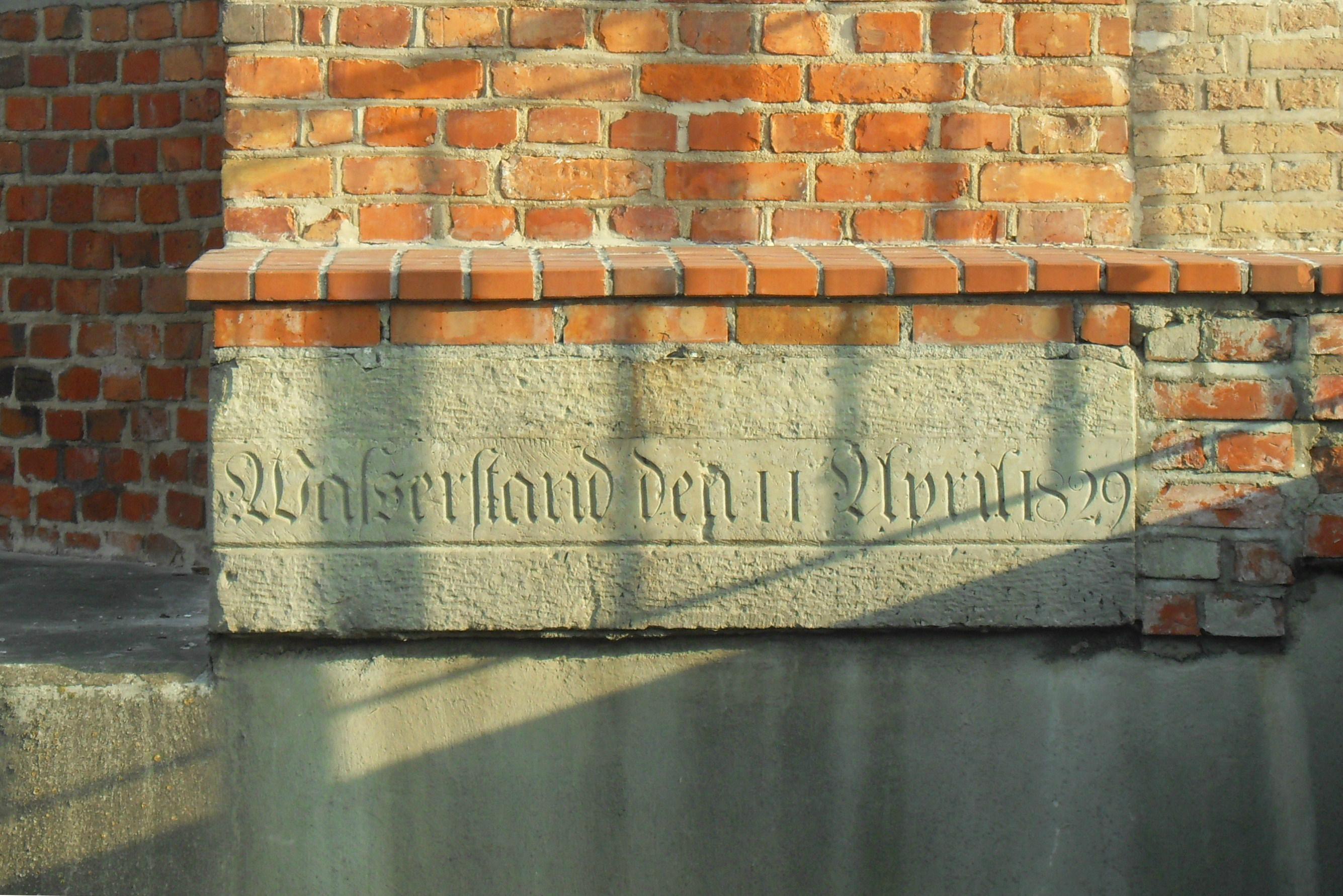
Pruski znak wysokiej wody na ścianie Śluzy Kamiennej

Powódź w Gdańsku – powódź, która miała miejsce w kwietniu 1829 roku w Gdańsku, na terytorium Królestwa Prus.

## Historia
W nocy z 8 na 9 kwietnia 1829 r., w wyniku przejścia orkanu atlantyckiego nad Zatoką Gdańską, doszło do cofnięcia wody morskiej, która zablokowała spływ kry z Wisły. Wezbrane wody zalały Żuławy Wiślane, Stare Przedmieście, Wyspę Spichrzów i Ołowiankę na Motławie, Główne i Stare Miasto, Dolne Miasto, a także obszar obecnych dzielnic Stogi, Olszynka i Nowy Port. Była to największa w historii tego miasta powódź, która zalała 3/4 ówczesnej powierzchni Gdańska i trwała prawie 3 tygodnie (do 28 kwietnia). Zginęło w niej kilkadziesiąt osób, a ok. 12 tysięcy ludzi straciło dach nad głową. Powódź upamiętniono m.in. tablicami na ścianach spichlerza „Panna” na Ołowiance i Śluzy Kamiennej na Dolnym Mieście.
Dla ochrony Gdańska i Żuław przed powodzią został wybudowany w latach 1891-1895 Przekop Wisły (o długości 7,1 km), umożliwiający szybki odpływ z Wisły wód powodziowych i lodów najkrótszą drogą do Morza Bałtyckiego.